# إيفالد بوخر
إيفال بوشر (بالألمانية: Ewald Bucher) (و. 1914 – 1991 م) هو سياسي، ومحامي ألماني، ولد في روتنبورغ آم نكار، كان عضوًا في الحزب النازي، وكان عضوًا في الاتحاد الديمقراطي المسيحي، وكان عضوًا في الحزب الديمقراطي الحر، كان عضوًا في كتيبة العاصفة، توفي عن عمر يناهز 77 عاماً.

## مناصب
تولى منصب وزير العدل ‏ (14 ديسمبر 1962–27 مارس 1965)
- عضو في البوندستاغ الألماني (6 أكتوبر 1953–6 أكتوبر 1957)[5]

.

## التعليم
تعلم في جامعة لودفيغ ماكسيميليان في ميونخ
.

## جوائز
حصل على جوائز منها:

وسام منع الإساءة للحيوانات ‏ (1964)

## روابط خارجية
- إيفال بوشر على موقع مونزينجر (الألمانية)